# Archidiecezja Bukavu
Archidiecezja Bukavu (łac. Archidiœcesis Bukavuensis) – archidiecezja rzymskokatolicka w Demokratycznej Republice Konga. Powstała w 1912 jako wikariat apostolski Kivu. Zlikwidowany w 1921, reaktywowany w 1929. W 1952 przemianowany na wikariat Costermansville, a w 1954 na wikariat Bukavu. Archidiecezja od 1959.

## Główne świątynie
- Archikatedra: Archikatedra Matki Bożej Królowej Pokoju w Bukavu

## Biskupi diecezjalni
- Jean-Joseph Hirth (1912–1920)
- Edouard Leys MAfr. (1929–1944)
- Richard Cleire MAfr. (1944–1952)
- Xavier Geeraerts MAfr. (1952–1957)
- Louis Van Steene MAfr. (1957–1965)
- Aloys Mulindwa Mutabesha Mugoma Mweru (1965–1993)
- Christophe Munzihirwa Mwene Ngabo SJ (1995–1996)
- Emmanuel Kataliko (1997–2000)
- Charles Kambale Mbogha AA (2001–2005)
- François-Xavier Maroy (od 2006)